# Miguel Sánchez Valverde
Miguel Sánchez Valverde (Murcia, España, 25 de marzo de 1961) es un exfutbolista español que se desempeñaba como centrocampista.

## Clubes
| Club             | País   | Año       |
| ---------------- | ------ | --------- |
| Real Murcia C.F. | España | 1982-1990 |